# ヴァジュラ (王)
ヴァジュラ (Vajra) とは、インド神話に登場する神である。父はデーヴァ神族でヴィシュヌの化身クリシュナの孫アニルッダ、母はアスラ神族でダイティヤ族のウーシャーである。最後のヤドゥ王朝の生き残りともされる。
クリシュナは死の直前、インドラプラスタの王になるようにヴァジュラに命じたという。こうしてヴァジュラは王となった。
インドラプラスタは、『マハーバーラタ』に登場するクル族が住むパーンダヴァの首都である。名前は「インドラの住居」という意味である。その跡地は、こんにちのインド・デリーに近いインドラパットだと言われている。